# Cachipay
Cachipay – miasto w Kolumbii, w departamencie Cundinamarca.